# Логометр
Лого́метр — магнитоэлектрический электроизмерительный прибор для измерения отношения сил двух электрических токов.
Логометр обычно применяется в приборах для измерения сопротивления, индуктивности, ёмкости, температуры.

## Конструкция

Схема конструкции логометра.
1 — постоянный магнит;
2 — полюсные наконечники из магнитомягкого материала;
3 — стержень из магнитомягкого материала эллиптического сечения;
4 — рамки с обмотками;
5 — указательная стрелка;
6 — шкала;
— крутящие моменты рамок;
T1, T2, COM — электрические выводы рамок.

Подвижная часть логометра выполнена в виде двух жёстко скреплённых рамок с обмотками, плоскости которых расположены под некоторым углом или взаимно перпендикулярны. Система из этих двух рамок может вращаться вокруг оси, проходящей через прямую пересечения плоскостей рамок.
Обе рамки находятся в постоянном неоднородном магнитном поле, создаваемым постоянным магнитом с полюсными наконечниками и неподвижным ферромагнитным стержнем, изготовленным из магнитомягкого материала, помещенным внутри рамок. Неоднородность постоянного магнитного поля достигается приданием эллиптической в перпендикулярном к оси вращения рамок сечении формы стержню, либо приданию поверхности полюсных наконечников формы эллиптического цилиндра.
Система из двух рамок не снабжена пружинной системой, создающей возвращающий в начальное положение крутящий момент, как это делается в стрелочных измерительных приборах магнитоэлектрической системы, предназначенных для измерения силы тока, и при отсутствии тока в обмотках рамок может свободно вращаться на оси.

## Принцип работы
В обмотки обеих рамок через провода, не создающие крутящего момента, токи можно подавать независимо. Направление токов в обмотках рамок выбрано таким, чтобы крутящие моменты рамок {\displaystyle M_{1},\ M_{2}} были направлены противоположно, то есть стремились повернуть систему рамок в разные стороны. Из-за неоднородности постоянного магнитного поля, крутящий момент рамки при неизменном токе зависит от ориентации рамки относительно постоянного магнитного поля. При подаче токов в обмотки рамок система из рамок устанавливается в положение, при котором вращающие моменты равны и противоположно направлены, это достигается, если рамка с бо́льшим током находится в более слабом магнитном поле — в зоне, где воздушный зазор между стержнем и полюсными наконечниками больше из-за эллиптичности стержня. При увеличении или снижении тока рамок на одинаковую долю угол поворота рамочной системы не изменяется, так как пропорционально снижаются или увеличиваются крутящие моменты.
При другом отношении токов в рамках происходит поворот рамок на угол, снова обеспечивающий равенство крутящих моментов. Таким образом, угол поворота зависит только от отношения токов в обмотках рамок.
Неоднородность постоянного магнитного поля выбирается приданием должной формы стержню и полюсным наконечникам так, чтобы угол поворота рамок был примерно пропорционален измеряемой величине.
С системой рамок жёстко связана указывающая стрелка, перемещающаяся по шкале, оцифрованной в единицах измеряемой величины.

## Пример применения логометра для измерения сопротивления

Электрическая принципиальная схема включения логометра при измерении сопротивлений.
— эталонное и измеряемое сопротивления;
— токи эталонного и измеряемого сопротивлений;
— напряжение тестирующего источника.

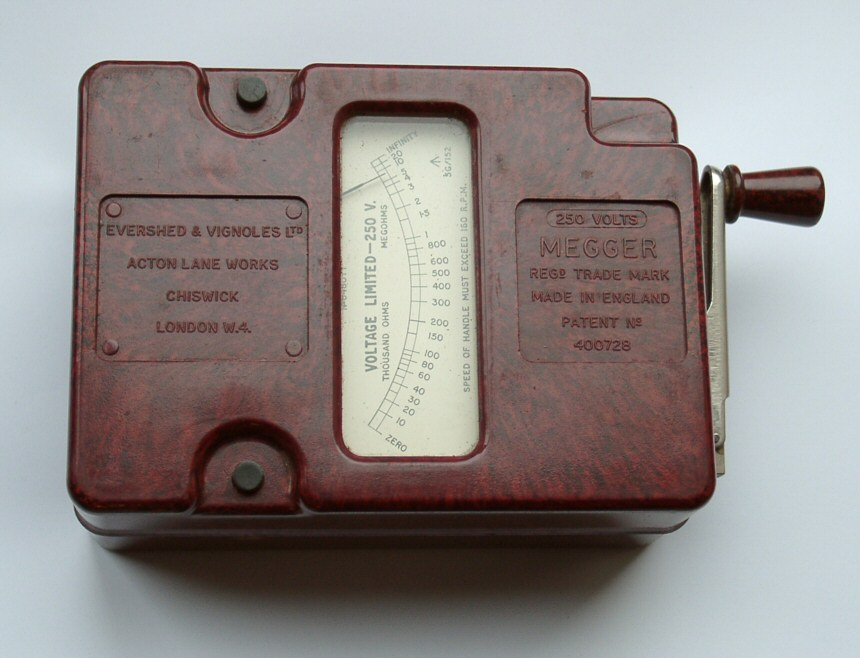
Мегаомметр с ручным приводом генератора испытательного напряжения. В качестве показывающего стрелочного прибора в этом мегаомметре применён логометр.

Так как угол поворота рамок {\displaystyle \alpha } является монотонной функцией отношения токов {\displaystyle I_{1},I_{2}}:
{\displaystyle \alpha =f\left({\frac {I_{1}}{I_{2}}}\right),}
то, подключив эталонный резистор {\displaystyle R_{e}}, и определяемое сопротивление {\displaystyle R_{x}} последовательно с обмотками рамок к одному источнику напряжения {\displaystyle U} получаем угол поворота рамок равный отношению сопротивлений эталонного резистора и измеряемого сопротивления, причём этот угол не зависит от напряжения источника напряжения:
{\displaystyle {\frac {I_{1}}{I_{2}}}={\frac {I_{e}}{I_{x}}}={\frac {U/R_{e}}{U/R_{x}}}={\frac {R_{x}}{R_{e}}}.}
По этому принципу измерения высоких сопротивлений, например, сопротивлений изоляции,  работают многие модели стрелочных мегаомметров.